# Diner mercaderia

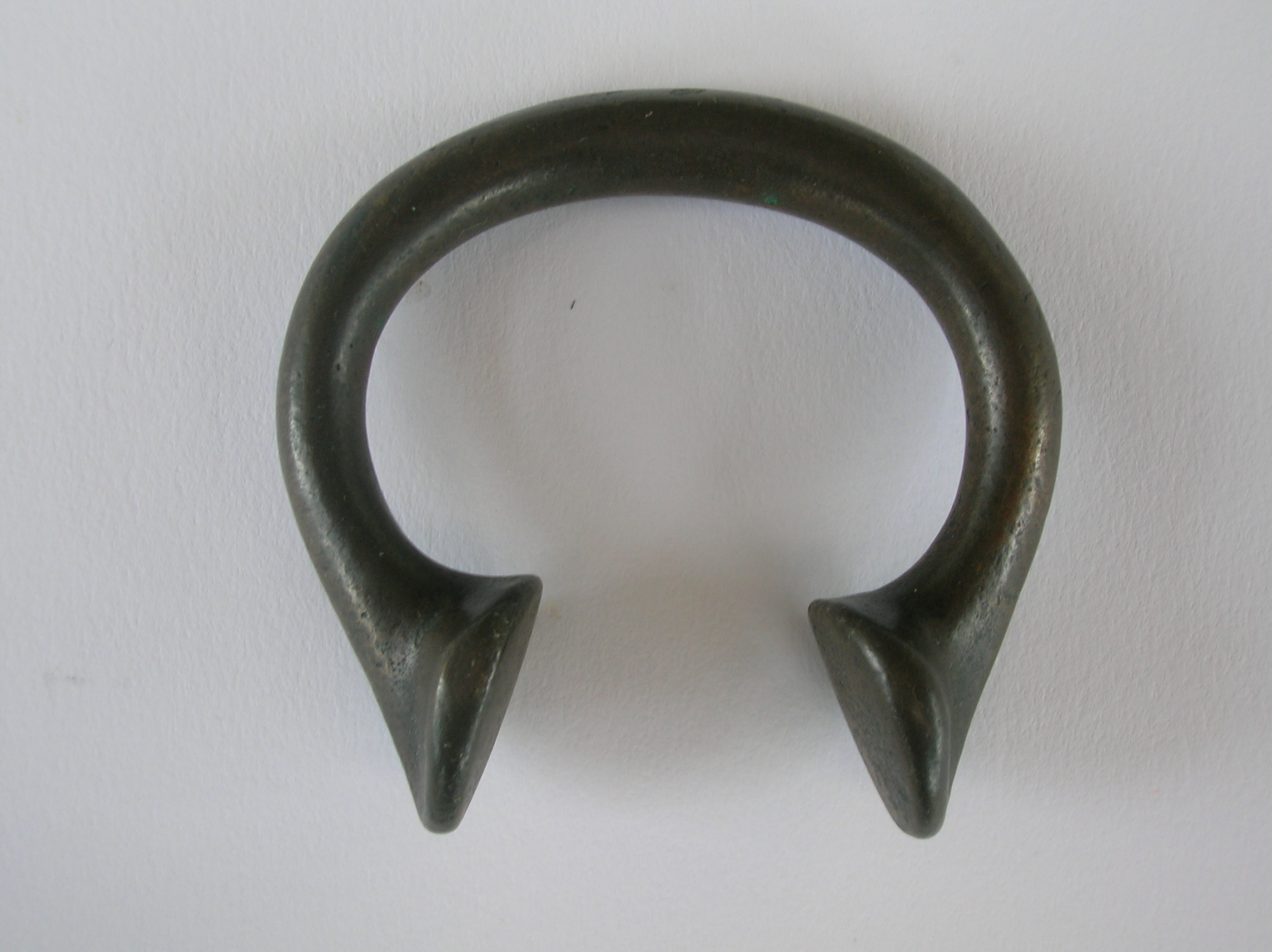
Un okpoho o manella, el diner mercaderia en l'Àfrica Occidental fins a la dècada de 1940.

El diner mercaderia és el diner, en el qual el valor prové de la mercaderia de la qual es fa. Els objectes tenen valor en si mateixos, així que permeten el seu ús com a diner. Exemples de productes que han estat utilitzats com a mitjà de canvi són: or, plata, coure, grans de pebre, pedres de grans dimensions (com les monedes Rai), cinturons decorats, petxines, alcohol, cigarrets, marihuana, caramels, ordi, detergent per a la roba, etc. Aquests elements van ser utilitzats de vegades en una mètrica de valor percebut en relació d'un amb l'altre, en valoracions de diverses mercaderies o en una economia de sistema de preus.